# João Lourenço (piłkarz)
João Lourenço (ur. 8 kwietnia 1942) − portugalski piłkarz, napastnik. Uczestnik oraz brązowy medalista Mistrzostw Świata z roku 1966. Bardziej znany z nazwiska jako Lourenço.

## Kariera
Lourenço, rozpoczynał karierę piłkarską w Ginásio de Alcobaça. Później przez 3 lata grał w Académice Coimbra. Następnie w 1964 r. przeszedł do Sportingu Portugal, z którym dwukrotnie sięgnął po mistrzostwo kraju w 1966 oraz 1970. W roku 1966 został powołany do kadry narodowej na Mundial 1966, gdzie drużyna Portugalii zdobyła brązowy medal. Na Mundialu tym on, jak i golkiper - Américo Lopes, napastnik - Manuel Duarte oraz pomocnik - Fernando Peres – nie rozegrali ani jednego meczu.

## Osiągnięcia
- Uczestnik i brązowy medalista Mundialu 1966
- Mistrz Portugalii (2x ze Sportingiem Portugal – 1965/1966, 1969/1970)
- Zdobywca Pucharu Portugalii (1x ze Sportingiem Portugal – 1970/1971)